# Filippo Turati

Filippo Turati im Alter von 70 Jahren

Filippo Turati (* 26. November 1857 in Canzo bei Como; † 29. März 1932 in Paris) war italienischer Jurist, Soziologe, Dichter und sozialdemokratischer Politiker. Er gehörte von 1895 bis 1929 der Camera dei deputati an.

## Jugendjahre
Nach seinem Studium der Rechtswissenschaft, das er 1877 in Bologna abschloss, begann er sich politisch zu engagieren, wobei ihn zunächst Fragen der Demokratisierung und die Zusammenhänge von Kriminalität und sozialen Umständen interessierten, worüber er auch eine vielbeachtete Arbeit (Il delitto e la questione sociale) schrieb. Parallel dazu gehörte er als Verfasser von Gedichten dem Künstlerkreis Scapigliatura an und war dadurch in enger Verbindung mit den bedeutendsten Künstlern Mailands. Seine Arbeiterhymne Inno dei lavoratori wurde nach Vertonung zum populärsten Lied der jungen Arbeiterbewegung.
In Neapel lernte er Anna Kuliscioff kennen, die aus Russland geflohen, in Paris Lebensgefährtin von Andrea Costa, einem der Führer der anarchistischen Bewegung, geworden war. Sie hatte Costa überredet, von den Anarchisten zu den Sozialisten zu wechseln, sich von ihm dann aber getrennt. Die Begegnung mit Turati war Liebe auf den ersten Blick, sie blieben Partner bis zu Annas Tod im Jahr 1925.

## Turati und die sozialistische Partei
Als am 15. August 1892 in Genua der Partito dei Lavoratori Italiani aus der Taufe gehoben wurde, war dies vor allem ein Verdienst von Turati und Kuliscioff (die Partei nannte sich ab 1893 Partito Socialista dei Lavoratori Italiani (PSLI) und dann ab 1895 Partito Socialista Italiano (PSI)). Beide Gründerpersönlichkeiten waren Reformisten und als solche bestrebt, den Sieg des Sozialismus mit Hilfe des Parlamentes, der Gewerkschaften und der Volksbildung zu erreichen. Diese Ideen propagierten sie in ihrer Zeitung Critica Sociale, die unter ihrem Mitstreiter Arcangelo Ghisleri unter dem Titel Cuore e Critica gegründet worden war. Als wichtigstes sozialistische Magazin vor dem Ersten Weltkrieg wurde es nach Machtübernahme Benito Mussolinis verboten und nach dem Zweiten Weltkrieg wiederbelebt.
Um die Versuche der Regierungskoalition, die neue Partei zu diskriminieren, zu vereiteln, trat Turati erfolgreich für Allianzen mit anderen demokratischen Parteien ein. So konnte man die Amtszeit der streng konservativen Regierung unter Luigi Pelloux mit Hilfe solcher Allianzen drastisch verkürzen. Ab 1901 stellten die Liberalen mit Giuseppe Zanardelli den Regierungschef, dessen Innenminister Giovanni Giolitti die Politik Italiens bis ins Jahr 1915 bestimmen sollte. Als die Liberalen in Gefahr waren, eine Abstimmung zu verlieren, bei der mit Sidney Sonnino ein konservativerer Politiker an die Macht zu gelangen drohte, überredete Turati gegen den Willen der Parteispitze seine Genossen, für Zanardelli zu stimmen. Diese Aktion vertiefte die Kluft zwischen dem streng marxistischen (massimalista) und reformistischen Flügel der Partei, der unter Turati darauf verweisen konnte, den Liberalen das Streikrecht abgerungen und in den folgenden Streiks wesentliche soziale Verbesserungen erreicht zu haben.
Zwischen 1901 und 1906 verlagerte sich innerhalb des PSI das Schwergewicht zwischen Reformisten und Marxisten (massimalisti) mehrmals. Zur Schwächung der Reformisten kam es, als Turati 1912 gegen den Italienisch-Türkischen Krieg auftrat, während Leonida Bissolati und Gefährten aus patriotischen Gründen dafür stimmten, ausgeschlossen wurden und den Partito Socialista Riformista Italiano gründeten. Turati versuchte zunächst vergeblich, den radikalen Jungfunktionär Benito Mussolini von höheren Parteiämtern und der Redaktion des Parteiorgans fernzuhalten; dies gelang ihm erst 1914, als Mussolini eine Kampagne für einen Eintritt Italiens in den Ersten Weltkrieg startete.
Auf Kriegskurs schwenkte die Partei erst 1917 ein, als nach der Niederlage in der Zwölften Isonzoschlacht Italiens Zusammenbruch drohte.

## Turati und der Faschismus
Nach dem Krieg stellten sich Turati und Kulischow allen Versuchen Mussolinis entgegen, den PSI als Partner zu gewinnen, und kamen dadurch persönlich unter nicht unerheblichen Druck. In einer ganzen Reihe von Reden versuchte nun Turati, seine Partei davon zu überzeugen, dass das neue marxistische Programm, das die PSI 1919 beschlossen hatte, zum Desaster führen würde und eine Allianz mit gemäßigten bürgerlichen Kräften erforderlich sei, um Mussolini zu schlagen. Er konnte sich jedoch nicht durchsetzen, vielmehr kam es am 21. Januar 1921 in Livorno zur Formierung des Partito Comunista Italiano (PCI) unter Amadeo Bordiga und Antonio Gramsci, die sich als Folgeorganisation des PSI verstand und die Gegner dieser Richtungsänderung am 1. Oktober 1922 aus der Partei ausschlossen. Die Ausgeschlossenen etablierten sich unter Führung von Turati zum Partito Socialista Unitario (PSU). 1924 wurde der Parteisekretär des PSU Giacomo Matteotti durch Fasci ermordet, wobei die Rolle Mussolinis als Auftraggeber dieses Attentates auch nach mehreren Prozessen umstritten blieb. Als Mussolinis Beliebtheitswerte nach diesem Attentat deutlich sanken, benutzte er diesen Vorfall zum Staatsstreich und zur Auflösung des Parlamentes. 1926 sah sich Turati genötigt, nach Frankreich zu flüchten, was ihm mit Hilfe von Carlo Rosselli und dem späteren Staatspräsidenten Sandro Pertini auch gelang. In Paris wurde er zum Herz des nichtkommunistischen Widerstandes gegen den italienischen Faschismus. Darüber hinaus war bis zu seinem Tode gemeinsam mit Pietro Nenni um die Wiedervereinigung des PSI bemüht. Er starb 1932 im Hause von Bruno Buozzi. Seine letzte Ruhestätte wurde nach dem Zweiten Weltkrieg der Cimitero Monumentale in Mailand.

## Werke (Auswahl)
- mit Anna Kuliscioff: Amore e socialismo. Un carteggio inedito. 2001, ISBN 88-221-3965-8
- Lo stato delinquente. Delitto e questione sociale. Mailand 2004, ISBN 88-7451-015-2
- Rifare l’Italia. 2002, ISBN 88-88546-94-4
- I carteggi Turati-Ghisleri (1876-1926). Herausgegeben von Maurizio Punzo. P. Lacaita, Manduria 2000, ISBN 88-87280-32-0
- Il socialismo italiano. 1997, ISBN 88-86083-36-X
- mit Anna Kuliscioff: Carteggio. ISBN 88-06-09944-2
  - Band 1: 1898–1899. La crisi di fine secolo. ISBN 88-06-46714-X
  - Band 2: 1900–1909. Le speranze dell’Età giolittiana. ISBN 88-06-46722-0
  - Band 3: 1910–1914. Dalla guerra di Libia al conflitto mondiale. ISBN 88-06-46730-1
  - Band 4: 1915–1918. La grande guerra e le rivoluzioni. ISBN 88-06-46748-4
  - Band 5: 1919–1922. Dopoguerra e fascismo. ISBN 88-06-46755-7
  - Band 6: 1923–1925. Il delitto Matteotti e l’aventino. ISBN 88-06-46763-8
- Lo stato delinquente. Delitto, questione sociale, corruzione politica. Scritti di sociologia radicale. ISBN 88-87280-48-7
- Strofe. ISBN 88-86083-00-9